# Oscar Thiffault
Oscar Thiffault (* 6. April 1912 in Warwick/Ontario; † 6. Februar 1998 in Saint-Cyrille) war ein kanadischer Folksänger.
Thiffault gewann 1929 im Alter von siebzehn Jahren einen Folkwettbewerb in Trois-Rivières. Da er in dieser Zeit von seiner Musik nicht leben konnte, arbeitete er in den nächsten Jahren in verschiedenen Berufen, u. a. als Bauhandwerker, Mineningenieur und Concierge.
In den 1930er Jahren wurde er mit Chansons über Alltagsprobleme bekannt wie J’ai fait une banqueroute und Y mouillera pus pantoute. Sein größter Erfolg wurde Rapide Blanc. Die Aufnahme des Chansons wurde mehr als fünfhunderttausendmal verkauft und in Frankreich von Marcel Amont von Colette Renard gesungen. Anfang der 1970er Jahre hatte er mehr als 100 Schallplatten in mehr als zwei Millionen Exemplaren verkauft. Serge Giguère drehte 1987 einen Dokumentarfilm über ihn, an dem Luc Lacoursière, Marcel Martel und Colette Renard mitwirkten. Für sein Lebenswerk wurde er 1988 mit dem Großen Preis der Académie du Country ausgezeichnet.